# 宋禕
宋禕（約300年以前-約325年以後）東晉人，為當時知名的美女。曾先後為當時上層士族，帝相名臣如王敦、晉明帝、阮孚及謝尚的侍妾。精通吹笛，由石崇妓綠珠所教導。

## 生平
宋禕是石崇妓綠珠的吹笛弟子，因而善吹笛，容貌艷冠全國。
300年，石崇被殺。石崇和王敦年幼時是常一起嬉戲同學。宋禕因此成為王敦侍妾，隨後被遣散。
323年，晉明帝司馬紹即位，宋禕則進入他的後宮。
325年，司馬紹病篤死前，群臣进谏，要求送走宋袆。參與平定王敦之亂的阮孚當時擔任吏部尚书，主動要求得到宋禕。
326年，阮孚死亡，可能在此後宋禕轉而侍奉谢尚。謝尚曾問宋禕自己與大將軍王敦差異是什麼？宋瑋回答說王與謝尚相比，就如同是鄉下人與貴人相比。當時人認為「鎮西將軍謝尚容貌出眾」導致宋這樣回答。
宋褘死後，葬在金城（今江蘇省句容市北）南山，正對南瑯琊郡城門。謝尚的遠親袁崧（4世紀－401年）為南瑯琊太守，每次喝醉，輒乘坐肩輿，探望宋褘墓地，一邊唱《行路難》歌。